# Río Chattahoochee
El río Chattahoochee (en inglés: Chattahoochee River) es un largo río del sureste de Estados Unidos que fluye primero en dirección SO por el norte del estado de Georgia, y luego hacia el S formando la frontera entre este estado y los de Alabama y Florida, hasta confluir con el río Flint formando el Apalachicola que desaguará en el golfo de México. Tiene una longitud de 690 km.
Los ríos Chattahoochee, Flint, y Apalachicola conforman la Cuenca Río Apalachiacola–Chattahoochee–Flint (ACF River Basin), siendo el Chattahoochee la mayor parte.
Administrativamente, el río atraviesa el estado de Georgia —condados de White, Habersham, Hall, Forsyth, Gwinnett, Cobb, Fulton, Douglas, Carroll, Coweta, Heard y Troup—, y es frontera entre Georgia y Alabama —condados georgianos de Harris, Muscogee, Chattahoochee, Stewart, Quitman, Clay, Early y Seminole y alabamos de Chambers, Lee, Russell, Barbour, Henry y Houston—, y finalmente es frontera entre Georgia y Florida —condado de Jackson.

## Nombre
El nombre Chattahoochee se cree que proviene de una palabra muskogean que significa «piedras marcadas» (o pintadas), de chato ('piedra') más huchi ('marca'). Esto posiblemente se refiriese a los muchos colores de los afloramientos de granito a lo largo del segmento noreste a suroeste del río que corre a través de la zona de la falla de Brevard. Otro nombre común para el río Chattahoochee es «The Hooch».

## Curso

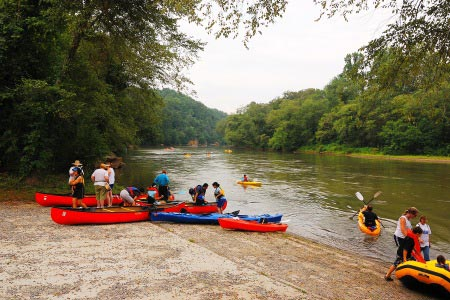
Visitantes poniendo sus balsas, canoas y kayaks en el río Chattahoochee

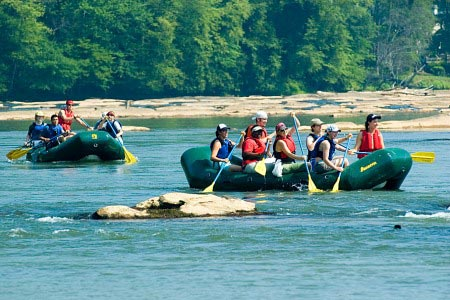
Visitantes en balsas, canoas y kayaks en el río Chattahoochee

El río Chattahoochee nace en el noreste del estado de Georgia de un manantial en Coon Den Ridge, cerca de Jacks Knob, en el sur de las montañas Blue Ridge, una subcordillera de los montes Apalaches. Sus cabeceras fluyen hacia el sur desde las crestas que forman la divisoria del Valle de Tennessee. El histórico sendero de los Apalaches cruza las cabeceras superiores del río. La fuente del río y su curso superior se encuentran dentro del bosque nacional Chattahoochee (Chattahoochee National Forest).
Desde su nacimiento en las montañas Blue Ridge, el Chattahoochee fluye hacia el suroeste hasta Atlanta y a través de sus suburbios. Finalmente se vuelve hacia el sur para formar la mitad sur de la frontera interestatal Georgia / Alabama. Fluye a través de una serie de embalses y lagos artificiales, fluye por Columbus, la segunda ciudad más grande de Georgia, y el Fort Benning, una base del Ejército. En Columbus, cruza la línea de la caída del este Fall Line de los Estados Unidos.
Desde el lago Oliver hasta Fort Benning, el paseo fluvial Chattahoochee (Chattahoochee Riverwalk) ofrece la oportunidad de practicar el ciclismo, patinaje o caminar a lo largo de 24 km de las orillas del río. Más al sur, se une con el río Flint y otros afluentes en el lago Seminole, cerca de Bainbridge (GA), para formar el río Apalachicola que desemboca en el Panhandle de Florida. Aunque es el mismo río, a esta sección del río los colonos separados en diferentes regiones durante la época colonial le dieron un nombre diferente.

## Historia

### Historia temprana
Los alrededores del río Chattahoochee estuvieron habitados en tiempos prehistóricos por pueblos nativos por lo menos desde el año 1000 a. C. Los montículos Kolomoki, ahora protegidos en el Parque Histórico Montículos Kolomoki (Kolomoki Mounds Historic Park) cerca de la actual Blakely en el condado de Early en el suroeste de Georgia, fueron construidos a partir de 350 d. C. a 650 d. C. y constituye el mayor complejo de montículos en el estado.

### Deportación de los nativos americanos
Entre las naciones históricas, el Chattahoochee sirvió como línea divisoria entre los territorios de los muscogee (creek) (al este) y los cheroquis (al oeste) en el Sureste. Los Estados Unidos llevaron a cabo la deportación de los nativos, para extinguir sus reivindicaciones territoriales y dar paso a la colonización europea-americana, mediante una serie de tratados, loterías de tierras y traslados forzosos que duraron de 1820 hasta 1832. Los muscogee fueron desalojados primero del lado sureste del río, y luego los cheroquis del noroeste.

### La Guerra Civil Americana
El río Chattahoochee fue de considerable importancia estratégica en la guerra civil americana, durante la campaña de Atlanta del general de la Unión William Tecumseh Sherman.
Entre los afluentes del arroyo Proctor y del arroyo Nickajack, en los límites de los condados de Cobb y de Fulton en la Atlanta metropolitana, hay nueve "shoupades" supervivientes en el Chattahoochee. Las shoupades fueron fortificaciones que llevan el nombre de su diseñador, el general de brigada confederado Francis A. Shoup (1834–1896). Esta parte de la línea confederada era conocida como Línea de río de Johnston, por el general Joseph E. Johnston. La Línea de Johnston aparece en el Registro Nacional de Lugares Históricos.
Un mes antes de la Batalla de Atlanta, el 18 de junio de 1864, Shoup habló con Johnston sobre la construcción de fortificaciones. Johnston estuvo de acuerdo y Shoup supervisó la construcción de 36 pequeñas elevaciones de tierra y fortificaciones triangulares de madera, dispuestas en un patrón de diente de sierra para maximizar el fuego cruzado de los defensores. Sherman intentó evitar las defensas Shoupade cruzando el río al noreste. Las nueve shoupades supervivientes consisten en parte de los movimientos de tierra originales. Están en peligro por el desarrollo urbano en la zona.

### Historia reciente
Desde el siglo XIX, se realizaron las primeras mejoras y modificaciones en el río para facilitar la navegación. El río fue importante para el comercio y el transporte de pasajeros y fue una importante ruta de transporte.
En el siglo XX, el Congreso de los Estados Unidos aprobó varias leyes en 1944 y 1945 para mejorar la navegación comercial en el río, así como para establecer plantas para la producción de energía hidroeléctrica y servicios de esparcimiento en una serie de lagos artificiales que se crearon mediante la construcción de presas y el establecimiento de embalses. Para crear el lago Walter F. George de 186,5 km² fue necesario evacuar numerosas comunidades, incluyendo el asentamiento históricamente de mayoría nativa de Oketeyeconne, Georgia. Los lagos fueron completados en 1963, cubriendo numerosos sitios históricos y prehistóricos en los que hubo asentamientos.
Desde finales del siglo XX, la organización sin fines de lucro, Conservador Alto Chattahoochee (Upper Chattahoochee Riverkeeper), aboga por la preservación del medio ambiente y la ecología de la zona norte del río, incluyendo la porción adyacente a Atlanta.
En 2010 se inició una campaña para crear un curso de aguas de bravas en la parte del río Chattahoochee que atraviesa Columbus (GA). Entre 2010 y 2013 se llevó a cabo esa construcción, demoliendo las presas de Eagle y Phenix y de City Mills, lo que devolvió el río a su caída natural formando un curso de aguas bravas de unos 4,0 km en Columbus. el curso urbano de aguas bravas más largo del mundo.

## Modificaciones
Varios lagos artificiales, entre ellos los lagos Lanier, Walter F. George, West Point y George W. Andrews son controlados por el Cuerpo de Ingenieros del Ejército de los Estados Unidos. Las presas y embalses se desarrollaron siguiendo la legislación del Congreso de mediados de los años 1940 para el control de inundaciones, el suministro de agua para usos domésticos e industriales, la generación de electricidad, los usos recreativos y la mejora de la navegación para las barcazas fluviales. Los lagos se completaron en 1963. Numerosos sitios históricos y prehistóricos quedaron sumergidos por los lagos durante la inundación de los embalses, incluyendo Oketeyconne, Georgia.
La Empresa de Energía de Georgia (Georgia Power Company) también es propietaria de una pequeña serie de presas en la parte media del río (el área de Columbus) entre el lago West Point y el lago Walter F. George. Varios lagos y embalses más pequeños y más antiguos también ofrecen estos servicios en una escala mucho más pequeña y más localizada, incluyendo el lago Bull Sluice, formado por la presa Morgan Falls. Esta presa fue construida por la Georgia Railway and Power Company en 1902 para abastecer de energía eléctrica al sistema de troanvías de Atlanta, que hace mucho tiempo fueron sustituidos.

## Fronteras fluviales
En varios puntos, el Chattahoochee sirve como límite entre condados y ciudades, así como para formar la mitad inferior de la frontera entre Alabama y Georgia. En Georgia, divide:
- Condado de Habersham County y condado de White
- Condado de Forsyth y condado de Gwinnett
- Condado de Fulton y condado de Gwinnett
- Sandy Springs y Roswell
- Condado de Cobb y condado de Fulton
- Condado de Douglas y condado de Fulton
- Condado de Carroll y condado de Fulton
- Condado de Carroll y condado de Coweta
- Columbus (Georgia) (GA) y Phenix City (Alabama) (AL)

## Atlanta

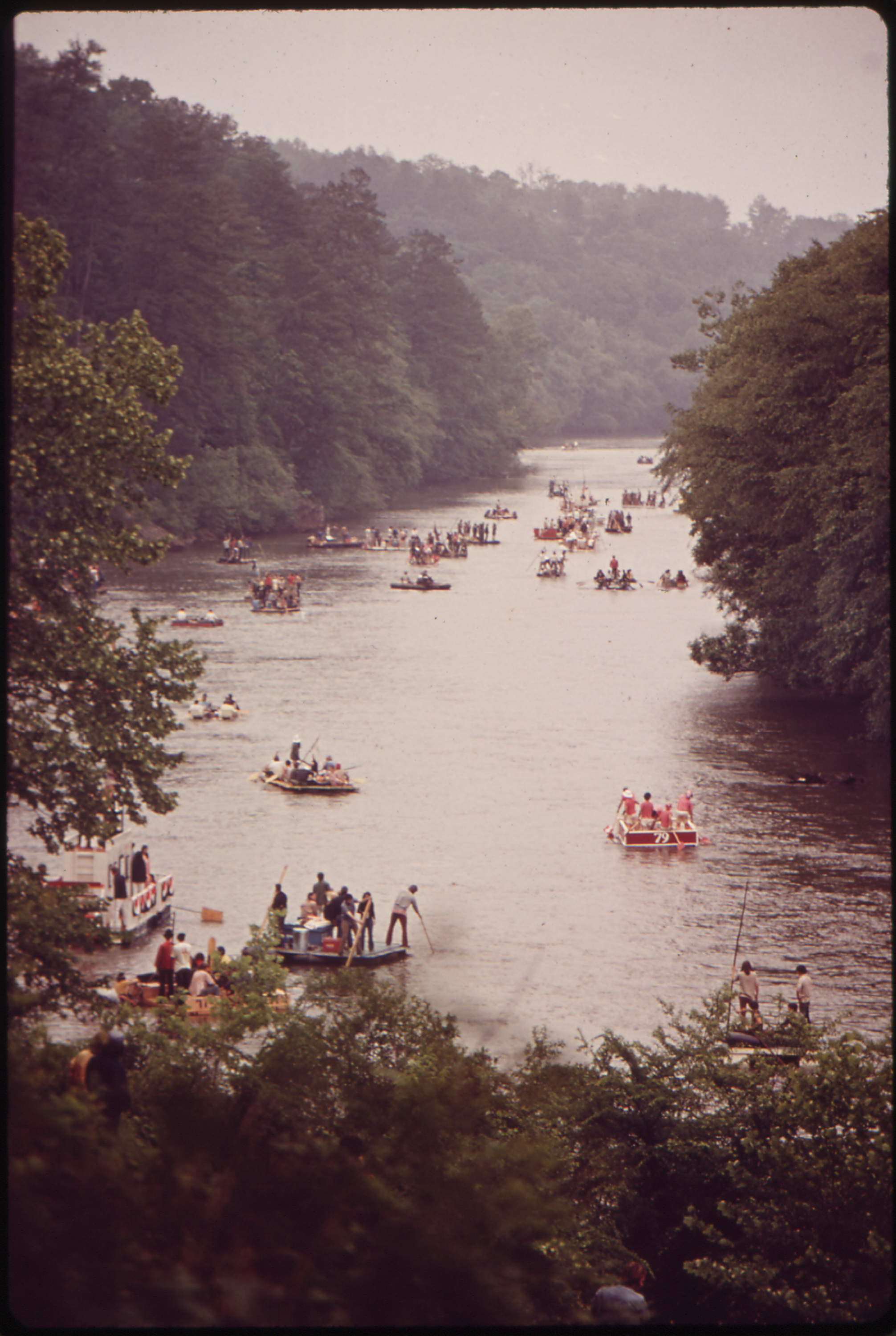
La Ramblin' Raft Race, un evento anual en Atlanta, fue cancelada en 1980 debido a las preocupaciones medioambientales.

Atlanta fue construida sobre la cresta de un largo cordal, en lugar de en la llanura de inundación del río. Esto ha contribuido a la preservación de gran parte de la belleza del paisaje natural de la sección que atraviesa el área metropolitana de Atlanta. Al norte de la metrópoli, el Área Nacional de Recreación del Río Chattahoochee (Chattahoochee River National Recreation Area) protege otras partes de las riberas de ríos en una región que se extiende por varias zonas desconectadas.
El río atraviesa gran parte de la topografía montañosa de los suburbios del norte de Atlanta. Lindan con el río algunas comunidades suburbanas ricas en el norte del área metropolitana, como Vinings, Buckhead, Sandy Springs, East Cobb, Roswell, Dunwoody, Peachtree Corners, Johns Creek y Berkeley Lake.
Dado que tres estados tienen necesidades relacionadas con el río, desde finales del siglo XX ha habido una creciente disputa sobre competencias en el desarrollo entre las regiones y las implicaciones para el río. El enorme crecimiento del área metropolitana de Atlanta ha aumentado las extracciones de agua del río y eso tiene efectos aguas abajo. Por ejemplo, las ostras en la bahía de Apalachicola, Florida, dependen de la mezcla salobre de agua del río y de agua del océano. El caudal en el Chattahoochee también se ha reducido por las transferencias de agua entre cuencas, ya que agua que se extrae del Chattahoochee, es vertida tras ser tratada como aguas de la red de alcantarillado en otro río, como el río Oconee, que fluye hacia la costa atlántica.
Varios grupos de interés y el estado de Florida han pedido al Congreso de los Estados Unidos que intervenga para reducir la prioridad de navegación en barcazas en el Chattahoochee inferior, al sur de Columbus. Este requisito causa grandes extracciones de agua, que los partidarios del medio ambiente consideran una pérdida de agua necesaria para apoyar a los hábitats, especialmente durante las sequías. El tema de la navegación ha agravado la disputa entre Georgia, Florida y Alabama y sobre los derechos a las aguas del río. Se ha presentado una demanda para evitar reducir la prioridad dada a la navegación. La demanda está pendiente y puede tardar años en resolverse.

## Inundaciones
Las inundaciones más recientes en el río Chattahoochee fueron las inundaciones de principios de noviembre de 2009, causadas cuando la tormenta tropical Ida atravesó el Piamonte. Aguas abajo de Roswell, el río Chattahoochee sufrió una inundación moderada. Los arroyos afectados por las inundaciones de 2009 fueron los siguientes:
- río Chattahoochee
- arroyo Vickery
- arroyo Johns
- arroyo Sweetwater
- arroyo Nancy
- arroyo Peachtree
- río Oconee

La segunda inundación más reciente se produjo durante las inundaciones de Georgia de 2009, con 8,56 m de agua registrados en Vinings en el límite noroeste de la ciudad de Atlanta. La inundación fue de más 1,5 m más alta que la inundación anterior registrado en septiembre de 2004, como resultado del huracán Fred. Numerosos afluentes también se expandieron mucho más allá de sus orillas. Estos fueron los niveles de agua más altos registrados desde 1990, y el segundo más alto desde que la gran presa de Buford fue construida aguas arriba. El Servicio Nacional Meteorológico de Peachtree City estimó que se trataba de un evento de avenida de 500 años.

## Medidores de caudal
Hay varios medidores de caudal a lo largo del río:
- en Helen (cerca del centro)[15]
- cerca de Cornelia (10 km al noroeste)[16]
- cerca de Buford (6 km al noroeste) inmediatamente por debajo de la presa de Buford[17]
- cerca de Norcross (8 km al norte) en Medlock Bridge Road[18]
- cerca de Roswell (6 km al sureste) justo off old Riverside Road[19]
- aguas abajo de la presa Morgan Falls TW[20]
- en Vinings (5 km al suroeste) y Atlanta en el puente de carretera de Pace's Ferry[21]
- cerca de Campbellton (2 km al noroeste) y Fairburn en el puente Georgia 92[22]
- en Whitesburg (3 km sureste) en el puente de Main Street (Georgia 18)[23]
- en Franklin en el puente Main Street (U.S. 27)[24]
- en West Point (2 km "noreste", actualmente norte, del centro de la ciudad)[25]
- en Columbus en el puente de la 4th Street N (U.S. 280) hasta Phenix City[26]
- en presa Walter F. George (USACE) en Fort Gaines[27]
- en el lago George W. Andrews y presa (USACE), al sur de Columbia (Alabama) cuando en noviembre de 2009 se inundó de nuevo Vinings.[28]

Regularmente se emiten pronósticos sobre el nivel de las agua sólo en Vinings/Atlanta. Las predicciones son elaboradas sólo durante las aguas altas en las presas de Norcross, Whitesburg, West Point, y el lago Walter F. George Andrews. Todas las demás ubicaciones tienen sólo observaciones.

## Tributarios

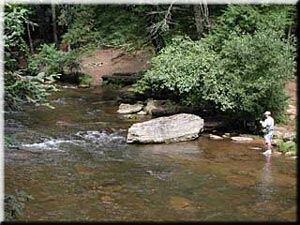
El Upper Chattahoochee River Campground, al norte de Helen, condado de White (GA)

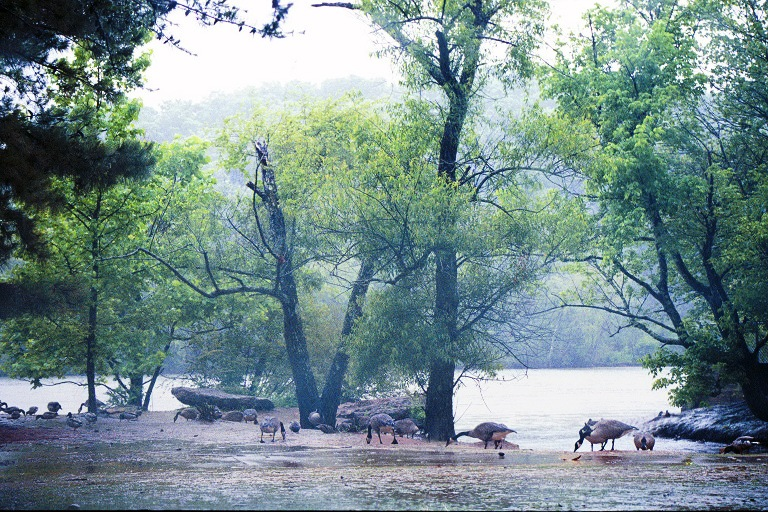
El río en River Park en la Willeo Road, condado de Fulton (GA)

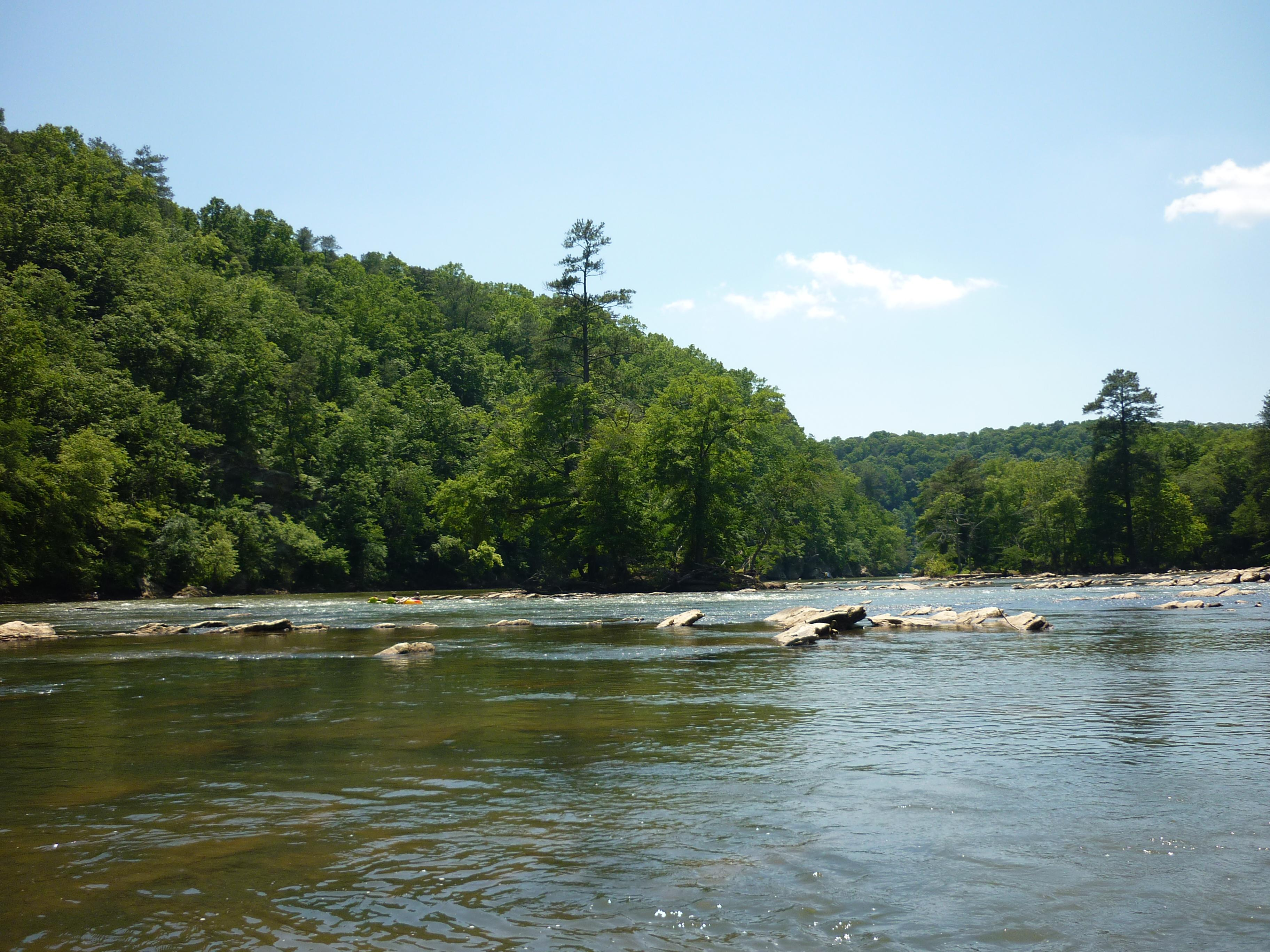
El río en Devil's Shoals, East Palisades Park, condado de Fulton (GA)

Afluentes, riachuelos, arroyos y ríos, así como lagos artificiales y embalses, junto con el condado se encuentran en:
- río Soque (Habersham)
- Helen gauge (HDCG1)
- arroyo Big (Hall)
- Lago Lanier y Buford Dam (Dawson, Forsyth, Gwinnett, Hall y Lumpkin)
  - Chestatee River (límite Dawson/Hall, límite Forsyth/Hall y Lumpkin)
- arroyo Six Mile (Forsyth)
- arroyo James (Forsyth)
- arroyo Johns (Forsyth y Fulton norte, ciudad de Johns Creek)
- arroyo Bald Ridge (Forsyth)
- arroyo Audry Mill (North Fulton)
- arroyo Crooked (DeKalb)
- arroyo Young Deer (Forsyth)
- arroyo Four Mile (Forsyth)
- arroyo Dick (Forsyth)
- arroyo Level (Gwinnett)
- arroyo Haw (Forsyth)
- arroyo Two Mile (Forsyth)
- arroyo Shoal (Gwinnett y Hall)
- arroyo Suwanee (Gwinnett)
- arroyo Brushy (Gwinnett)
- arroyo Richland (Gwinnett)
- arroyo Rogers (Gwinnett)
- Norcross gauge (NCRG1)
- arroyo Mavern (north Fulton)
- arroyo Old Mill (Fulton norte)
- arroyo Vickery (Forsyth, Fulton norte)
- Roswell gauge (RWLG1)
- arroyo Willeo (frontera Cobb/Fulton)
- lago Bull Sluice y Morgan Falls Dam
- arroyo Ball Mill (DeKalb y Fulton)
- arroyo Beech (Fulton)
- arroyo Summerbrook (Fulton)
- arroyo Mountain Health (Fulton)
- arroyo Arrowhead (Cobb)
- arroyo Mulberry (Cobb)
- arroyo Nancy (DeKalb y Fulton)
- arroyo Nannyberry (Cobb)
- arroyo Nickajack (Cobb)
- arroyo Owl (Cobb)
- arroyo Rottenwood (Cobb)
- arroyo Sope (Cobb)
- arroyo Trout Lily (Cobb)
- Vinings gauge at Pace's Ferry (VING1)
- arroyo Peachtree (Fulton)
- arroyo Proctor (Fulton)
- arroyo Cabin (Fulton)
- arroyo Camp (Fulton)
- arroyo Charlie's Trapping (Fulton)
- arroyo Crooked (Fulton y Gwinnett)
- río Dog (Douglas)
- arroyo Hewlett (Fulton)
- arroyo Long Island (Fulton)
- arroyo Marsh (Fulton)
- arroyo Whitewater (Fulton)
- arroyo Sandy (Fulton)
- arroyo Sweetwater (Cobb, Douglas y Paulding)
- arroyo Pea (Fulton sur)
- arroyo Pine (Fulton sur)
- arroyo Deep (Fulton sur)
- Mill Branch (Fulton sur)
- Brock Branch (Fulton sur)
- Browns Lake (Fulton sur)
- arroyo Anneewakee (Douglas)
- arroyo Basket (Douglas)
- arroyo Bear (Douglas)
- arroyo Bear (Fulton sur)
- arroyo Tuggle (Fulton sur)
- arroyo White Oak (Fulton sur)
- arroyo Turkey (Fulton sur)
- Gilberts Branch (Douglas)
- arroyo Hurricane (Carroll y Douglas)
- arroyo Wolf (Carroll)
- arroyo Snake (Carroll)
- arroyo Wahoo (Coweta)
- Whitesburg gauge (WHTG1)
- arroyo Mulberry (Harris y Talbot)
- arroyo Pataula (Clay, Quitman, Randolph y Stewart)
- arroyo Bull (Muscogee)
- arroyo Upatoi (límite Chattahoochee/Muscogee y límite Marion/Talbot)
- West Point gauge (WTPG1)
- lago West Point (Chambers, AL, Heard, GA, y Troup, GA)
- lago Harding (Harris, GA y Lee, AL)
- lago Goat Rock (Harris, GA y Lee, AL)
- lago Oliver (Lee, AL, Russell, AL, y Muscogee, GA)
- Columbus gauge (CMUG1)
- lago Walter F. George (Barbour, Henry, Houston y Russell, AL y Clay, Quitman, y Stewart, GA)
- arroyo Omussee (Houston, AL)
- lago Seminole (Jackson, FL, Decatur, GA, ySeminole, GA)

Téngase en cuenta que la lista anterior es incompleta, y que cada elemento no está en el orden exacto en el que se une con el Chattahoochee. (En las confluencias ahora inundadas por lagos, puede ser imposible determinar a partir de los mapas actuales exactamente donde estaban.)

## El río en la cultura popular
La belleza del río Chattahoochee se conmemora en el poema épico de 1877 The Song of the Chattahoochee [La canción del Chattahoochee], del notable poeta georgiano Sidney Lanier. El lago Lanier en el Chattahoochee honra su memoria.
El río Chattahoochee aparece en el videojuego Call of Juarez: Bound in Blood, y en Backyard Baseball 2003, Tim Hudson lo menciona.
El artista country Alan Jackson lanzó en 1993 la canción «Chattahoochee» como sencillo de su álbum A Lot About Livin' (And a Little 'bout Love). «Chattahoochee» recibió el premio Single del Año y Canción del Año de la Country Music Association.
En un video en Internet, el rapero Yung Berg lanza su cadena de 'Transformers' en el río Chattahoochee.
El rapero Ludacris menciona el río Chattahoochee en la canción «Who Not Me» en su álbum de 2004 The Red Light District.
Chattahoochee es el nombre de la canción electro house creada por los hermanos Dimitri Vegas y Like Mike para el famoso festival Tomorrowland en 2013
El Chattahoochee es mencionado en el libro de ficción «Crossing William». En todo el libro se habla de él como una importante fuente de energía en la práctica de Hoodoo.